# Acontius lamottei
Acontius lamottei är en spindelart som först beskrevs av Dresco 1972.  Acontius lamottei ingår i släktet Acontius och familjen Cyrtaucheniidae.
Artens utbredningsområde är Elfenbenskusten. Inga underarter finns listade i Catalogue of Life.